# Przywodzie (część Choszczna)
Przywodzie – dawna kolonia, obecnie w granicach miasta Choszczno w Polsce położona w województwie zachodniopomorskim, w powiecie choszczeńskim, w gminie Choszczno. W latach 1975–1998 miejscowość należała administracyjnie do województwa gorzowskiego.